# Phyllomya gymnops
Phyllomya gymnops là một loài ruồi trong họ Tachinidae.